# Artabotrys cumingianus
Artabotrys cumingianus là loài thực vật có hoa thuộc họ Na. Loài này được S.Vidal mô tả khoa học đầu tiên năm 1885.